# Miladhunmadulhu-atol
Het Miladhunmadulhu-atol is een natuurlijk atol in de Maldiven.

## Bestuurlijke indeling
Het Miladhunmadulhu-atol ligt in 2 administratieve atollen. Het noordelijke deel ligt in het Shaviyani-atol. Het zuidelijke deel ligt in het Noonu-atol.
Ihavandhippolhu-atol · Thiladhunmathi-atol · Miladhunmadulhu-atol · Maalhosmadulhu-atol · Fasdūtherē · Goifulhafehendhu-atol · Faadhippolhu-atol · Noordelijke Malé-atol · Zuidelijke Malé-atol · Thoddoo · Rasdhoo-atol · Ari-atol · Felidhu-atol · Vattaru-atol · Mulaku-atol · Noordelijke Nilandhé-atol · Zuidelijke Nilandhé-atol · Kolhumadulu-atol · Haddhunmathi-atol · Huvadhu-atol · Addu-atol